# Oopsis striatellus
Oopsis striatellus là một loài bọ cánh cứng trong họ Cerambycidae.